# Guglielmo Achille Cavellini
(Guglielmo Achille Cavellini)
Guglielmo Achille Cavellini, noto anche come GAC (Brescia, 11 settembre 1914 – Brescia, 20 novembre 1990), è stato un artista e collezionista d'arte italiano.
Dopo una prima attività artistica come pittore, negli anni quaranta e cinquanta diviene uno dei maggiori collezionisti dell'astrattismo contemporaneo italiano, fino ad instaurare con i protagonisti di tale corrente un profondo rapporto di mecenatismo ed amicizia, esperienza che culmina nella celebre mostra Pittori moderni dalla collezione Cavellini, allestita presso la Galleria nazionale d'arte moderna e contemporanea di Roma nel 1957. In seguito Cavellini torna all'attività di artista con opere che spaziano dal dadaismo alla performance art alla mail art, di cui diviene uno dei principali esponenti con le Mostre a domicilio e le opere Andata/ritorno, e nel 1971 inventa l'Autostoricizzazione. È inoltre autore dei libri Arte astratta (1959), Uomo pittore (1960), Diario di Guglielmo Achille Cavellini (1975), Incontri/scontri nella giungla dell'arte (1977) e Vita di un genio (1989).

## Biografia
Guglielmo Achille Cavellini nasce a Brescia l'11 settembre 1914. I genitori sono toscani, provengono infatti da due paesini sopra Pontremoli, nella Lunigiana. Dopo il matrimonio e la nascita della figlia Adele (1900), si spostano in Svizzera dove il padre lavora come muratore, in seguito avvia un'attività di venditore ambulante in Lombardia. Vivono per qualche tempo ad Arona, sul Lago Maggiore, dove nel 1911 nasce il secondo figlio Mario. Infine decidono di spostarsi a Brescia dove aprono una bottega, il Bazar 33, in via Mercanzie 45. Nel 1918 Adele muore a causa dell'influenza spagnola. Cavellini frequenta per nove anni il collegio Cesare Arici dei Gesuiti. A 16 anni è ammesso all'istituto tecnico, ma è costretto a interrompere gli studi per aiutare i genitori nel negozio. Già durante l'infanzia disegna e dipinge, soprattutto paesaggi. A 22 anni conosce Lisetta, la sua prima fidanzata e futura moglie. A 25 anni incontra a Cortina d'Ampezzo il pittore Domenico Mucci, di cui diviene amico e che gli dà lezioni di disegno.
Nel 1941 parte per la guerra, è destinato a un gruppo di artiglieria antiaerea a Bergamo. L'11 agosto 1941 si sposa con Lisetta, in seguito è congedato dall'esercito a causa di un'ulcera gastrica. Il 10 settembre 1942 nasce la figlia Mariella, in seguito Cavellini riprende il servizio militare. Tra il 1945 e il 1948 disegna e dipinge intensamente. Nello stesso periodo visita la collezione Feroldi, raccolta molto ricca che include Nudo sdraiato di Amedeo Modigliani, Le muse inquietanti di Giorgio de Chirico e opere di Giorgio Morandi, Henri Rousseau, André Derain, Alfred Sisley e Paul Cézanne. Nello stesso periodo visita Venezia, di cui dipinge i paesaggi, e Burano, dove incontra il pittore Filippo de Pisis. Alle Procuratie Nuove incontra anche l'artista Emilio Vedova, davanti alla Tempesta di Giorgione. Vedova gli propone di organizzare una mostra a casa sua a Brescia, coinvolgendo anche il pittore Giuseppe Santomaso e i critici d'arte Giuseppe Marchiori e Marco Valsecchi.

### Cavellini collezionista
Il successo della mostra fa sì che numerosi giovani artisti contattino Cavellini per proporgli di esporre le loro opere. In particolare Cavellini stringe amicizia con Renato Birolli e acquista subito gli 86 disegni della Resistenza e il quadro La donna e la luna. Nel dicembre dello stesso anno Birolli e Ennio Morlotti partono per Parigi grazie a una borsa di studio del governo francese. Nel giugno del 1947 Cavellini li raggiunge a Parigi con la moglie, e qui visita i principali musei (il Louvre, il Petit Palais, il Jeu de Paume), le gallerie d'arte e inoltre gli studi degli artisti Gino Severini, Óscar Domínguez, Édouard Pignon ed Henry Adam. Il confronto con i grandi artisti del passato e del presente lo avvilisce e lo convince ad abbandonare la pittura per dedicarsi a tempo pieno all'attività commerciale e al collezionismo.
(Lionello Venturi, 1953)
Nello stesso anno acquista due quadri di Renato Guttuso e nel marzo 1948 si reca a Roma perché un suo quadro è esposto presso la Rassegna nazionale di arti figurative promossa dalla Quadriennale di Roma nella Galleria Nazionale d'Arte Moderna a Valle Giulia. Qui incontra Guttuso, di cui diventa amico, e il critico e storico dell'arte Lionello Venturi che è da poco rientrato in Italia dopo l'esilio durante il Fascismo. Venturi riconosce il valore del lavoro di collezionista di Cavellini e nel 1953 pubblica un articolo in proposito su La Stampa. In seguito a questa improvvisa notorietà il padre e il fratello Mario, presidente dei commercianti della provincia di Brescia, gli chiedono di rinunciare alle frequentazioni con gli amici artisti in quanto preoccupati che si tratti di comunisti.
Nonostante questo Cavellini non smette di collezionare, anzi comincia a frequentare Roma nel fine settimana, in particolare la casa di Guttuso in via Leccosa e il suo studio nel parco di Villa Massimo. Qui frequenta spesso gli artisti del Gruppo degli otto (Afro Basaldella, Antonio Corpora, Giulio Turcato, Alberto Burri, Corrado Cagli, Giuseppe Capogrossi, Pietro Consagra, Nino Franchina, Leoncillo Leonardi e Mimmo Rotella) e riesce ad acquisirne numerose opere, tra cui Sacco e nero 3 di Burri.
Alla settima Quadriennale di Roma acquista numerose opere di astrattisti fra cui Nino Franchina, Pietro Consagra, Antonio Corpora e Giuseppe Capogrossi. Alla fine del 1949, e poi nuovamente nel 1951, Cavellini torna a Parigi per acquisire opere di Hans Hartung, Maurice Es. Nel frattempo ha successo anche dal punto di vista commerciale, il negozio infatti si ingrandisce e cambia nome da "Bazar 33" a "Grandi Magazzini 33". Il 4 febbraio 1946 nasce il figlio Piero. Nel 1950 il fratello si trasferisce e a Cavellini resta l'intera villa di famiglia, che fa ristrutturare dall'architetto Mario Baciocchi. Una parte della casa è trasformata in una vera e propria galleria d'arte, con un allestimento curato dal grafico AG Fronzoni La casa-galleria è inaugurata alla presenza di sette esponenti del Gruppo degli otto, di Giuseppe Marchiori, dello scrittore Giancarlo Fusco e delle Peter Sisters. Nella primavera dello stesso anno la galleria è visitata anche da Katherine Dunham e Joséphine Baker.
Nel febbraio 1953 Cavellini si reca a Milano per fare visita ad Atanasio Soldati, il "patriarca" dell'astrattismo italiano, poco prima della sua morte, e acquista due suoi quadri. Riesce anche a ottenere l'interesse dei critici, incontra infatti Lionello Venturi, Giulio Carlo Argan e il 12 luglio il direttore del Louvre Georges Salles e il museologo Georges Henri Rivière.
Nello stesso periodo la rivista XX Siecle, diretta da Gualtieri di San Lazzaro, gli dedica un lungo articolo scritto dal professor Argan. Nel febbraio 1954 Cavellini si reca di nuovo a Parigi dove fa visita a San Lazzaro, acquista quadri di Jean René Bazaine e Raoul Ubac e incontra Joan Miró e il gallerista Aimé Maeght. San Lazzaro gli procura inoltre un quadro di Alberto Magnelli e sedici disegni di Jean Fautrier. Fa poi visita agli studi di Gerard Schneider, Léon Gischia, André-Pojet, Jean-Michel Atlan, Jean Dubuffet e Victor Brauner. Inoltre grazie a Gildo Caputo, direttore della Galerie de France, riesce a incontrare Alfred Manessier e acquistarne il quadro Ce qui était perdu. A Parigi incontra per caso anche Bruno Munari. Nel 1955 la galleria di Cavellini è visitata dallo storico dell'arte tedesco Werner Haftmann e dal fondatore di documenta Arnold Bode, che lo invita a contribuire alla prima edizione di questa importante rassegna artistica. In occasione del viaggio a Kassel acquista inoltre una bruciatura di Alberto Burri.
Nello stesso anno Cavellini riceve le visite degli storici dell'arte Vittorio Viale e Palma Bucarelli, e poi dei poeti Eugenio Montale, Salvatore Quasimodo, Giuseppe Ungaretti, Beniamino Joppolo e del pittore francese Maurice Estève. Nel gennaio 1956 torna a Parigi dove incontra di nuovo San Lazzaro da cui acquista un quadro di Serge Poliakoff. Cavellini incontra anche Lucio Fontana nel suo studio di Milano e acquista uno dei suoi buchi e un quadro di Osvaldo Licini e uno di Asger Jorn dalla sua collezione. Nel 1957 Palma Bucarelli gli propone di esporre presso la Galleria nazionale d'arte moderna di Roma, da lei diretta.
L'esposizione, dal titolo Pittori moderni dalla Collezione Cavellini, presenta 180 opere della collezione ed è inaugurata il 24 maggio alla presenza del Ministro della pubblica istruzione Pietro Campilli. La mostra è recensita positivamente, tra gli altri, dai critici Venturi, Argan, Marchiori e Guido Ballo (Settimo giorno del 13 luglio 1953) e anche da Francesco Arcangeli, Attilio Bertolucci, Enrico Crispolti, Maurizio Calvesi e Alfredo Mezio. Nei primi mesi del 1958 la collezione si trasferisce a La Chaux-de-Fonds in Svizzera, poi alla Kunsthalle di Basilea e in seguito in Germania, prima alla Staatliche Kunsthalle di Baden-Baden e poi al museo Landolins di Esslingen am Neckar.

### Arte astrattaeUomo pittore
Il 2 giugno 1958 Cavellini pubblica il suo primo libro Arte astratta, stampato da Giampiero Giani e presentato alla Biennale d'arte di Venezia. Il libro partecipa al Premio Viareggio raggiungendo la selezione finale. Arte astratta è recensito positivamente da Elda Fezzi, Guido Ballo, Giorgio Kaisserlian, Duilio Morosini, Angelo Dragone, Rosanna Apicella. Inoltre alcune pagine del suo diario di collezionista sono pubblicate da Alfredo Mezio sulla rivista Mondo, diretta da Mario Pannunzio. Nell'estate dello stesso anno accompagna la figlia Mariella a Londra, dove incontra il pittore John Latham, di cui acquista alcune opere. Nello stesso periodo visita le mostre di Yves Klein alla galleria Apollinaire di Milano, le mostre di Arman e Shusaku Arakawa alla galleria di Arturo Schwarz a Milano, la collettiva organizzata da Luciano Pistoi e Michel Tapié a Torino e le mostre allestite da Attilio Codognato a Venezia. In occasione di una di queste mostre incontra l'artista Christo, che gli fa visita a casa.
Il 31 maggio 1960 Cavellini pubblica sempre presso Giani il secondo libro Uomo pittore, che presenta il diario di Cavellini e il suo carteggio con Renato Birolli, che era morto il 3 maggio 1959. Nel gennaio 1961 torna a Parigi e incontra Georges Mathieu, Jean Fautrier (tramite Karel Appel). Il 16 e 23 aprile 1961 pubblica su L'Europeo i resoconti dei due incontri. Inoltre incontra Pierre Alechinsky, Philip Martin e Hisao Domoto. Nello stesso periodo gli fa visita il pittore Tancredi Parmeggiani, che morirà suicida pochi anni dopo. Nel 1960 la Biennale d'arte di Venezia si concentra sull'arte informale, premiando Jean Fautrier e Hans Hartung. Cavellini incontra gli artisti Renato Guttuso, Alberto Burri, Emilio Vedova e Luigi Nono.

### Cavellini artista
Nell'estate 1962 Cavellini decide di riprendere a fare arte con opere di stampo dadaista. Sperimenta con impronte di foglie, smalto, carta assorbente, collage, carta igienica, lamette da barba. Nel 1965 espone una decina di opere presso la galleria Apollinaire di Milano. Con l'aiuto di Giovanni Fiorini realizza omaggi a Georges Braque, Henri Matisse, Giorgio Morandi, Joan Miró, Fernand Léger e Giorgio de Chirico. Compone inoltre mosaici di legno dipinto, che trasforma in enormi francobolli. Inizia anche a distruggere le proprie opere, sezionarle e disporle in piccole gabbie. Oltre alla distruzione inizia anche a bruciare le proprie opere, realizzando i cosiddetti carboni, ovvero combustioni carbonizzate ridipinte in alcune parti con colori iridescenti.
(Marco Meneguzzo)
Alla Biennale d'arte di Venezia del 1964 Cavellini entra in contatto con la pop art. Nello stesso anno il Comune di Brescia decise di esporre le opere conservate nel deposito del museo presso la galleria d'arte moderna di Santa Giulia. A Cavellini viene chiesto di contribuire con alcune opere, ed egli ne deposita settanta. L'esposizione è inaugurata il 15 novembre 1964. Il contratto durerà sette anni, al termine dei quali Cavellini ritirerà le opere a causa delle cattive condizioni di conservazione e della mancata valorizzazione da parte del Comune. Nell'ottobre del 1965 intraprende un viaggio in Russia insieme al figlio Piero e a numerosi artisti. Visita il Museo Pushkin, l'Ermitage, e incontra il Ministro della Cultura Yekaterina Furtseva e il cosmonauta Yuri Gagarin. Nel 1965 con l'avvento dell'arte povera Cavellini incontra Michelangelo Pistoletto e Giulio Paolini, e acquista opere di Mario Merz, Giovanni Anselmo e Gilberto Zorio, e poi Luciano Fabro, Piero Gilardi e Jannis Kounellis.
In questo periodo Cavellini commissiona i primi ritratti di sé agli artisti Renato Birolli, Wolf Vostell, Mario Ceroli, Claudio Costa, Mimmo Rotella. Anche Andy Warhol si reca nella casa di Cavellini e ne realizza un ritratto. James Collins ne realizza un ritratto video. Anche gli artisti francesi Bernar Venet e Ben Vautier, i verbovisuali Emilio Villa, Ugo Carrega e Ketty La Rocca, e poi Claudio Parmiggiani, Aldo Spinelli, Michele Zaza, Fernando De Filippi, Adriano Altamira, Carlo Pittore e E.F. Higgins III eseguono ritratti di Cavellini. Nel 1966 Cavellini compie il primo viaggio negli Stati Uniti sul transatlantico Michelangelo. A New York visita il Metropolitan Museum of Art, dove vede Guernica di Picasso, le ninfee di Monet e opere di Cézanne, poi visita la National Gallery of Art a Washington dove resta colpito in particolare dai ritratti di Goya e Rembrandt e dalle tele di El Greco, poi visita la Casa Bianca, la United States Mint e le cascate del Niagara. Nel Greenwich Village di New York realizza una performance appuntandosi sul vestito un centinaio di spillette.
Nel 1967 si sposa la figlia Mariella e per l'occasione Cavellini cura un allestimento con opere di Piero Gilardi, Arman, Allen Jones, Robert Rauschenberg, David Hockney, Alan Davie, Alberto Burri e Lucio Fontana. Si fa fotografare con i quadri da Danilo Allegri, materiale che poi userà per la propria arte. L'anno seguente realizza una mostra di disegni a Palazzo Sturm a Bassano del Grappa. In questa occasione gli vengono per la prima volta acquistate alcune opere appartenenti alla serie dei carboni. Nel 1970 decide di far conoscere la propria arte con una serie di mostre in Italia: prima alla Galleria Toninelli a Milano, poi a Como alla galleria Il Salotto, a Torino alla galleria Triade, a Trieste alla galleria La Lanterna, a Firenze alla galleria Flori, infine a Roma alla galleria Toninelli. Le mostre non hanno però successo né di pubblico né di critica.

### L'autostoricizzazione
Nel 1971 Cavellini conia il termine "autostoricizzazione" attraverso il quale inizia un'operazione di comunicazione internazionale attorno al sistema dell'arte producendo lavori in cui esalta la trasformazione dell'artista attraverso l'autopromozione. Realizza sedici Manifesti per le esposizioni che immagina avranno luogo nel 2014 nei musei più prestigiosi del mondo per celebrare il centenario della sua nascita. Nello stesso anno incontra Rina Majoli, direttrice della galleria Cenobio-Visualità, che decide di esporre i Manifesti. Grazie all'aiuto dell'artista Sarenco riesce a ripetere l'esposizione alla Aktionsgalerie di Berna e poi alla fiera-mercato di Basilea, dove ai Manifesti aggiunge alcuni "carboni". L'inaugurazione è il 23 giugno 1972, ma non si presenta nessuno. In questo periodo realizza anche i primi Francobolli che riproducono i suoi ritratti: prima quello di Mario Ceroli, poi quelli di Mimmo Rotella, James Collins, Andy Warhol. Nel frattempo realizza anche sette autoritratti che trasforma in francobolli per il suo centenario, che espone presso la galleria Il Segnapassi di Pesaro, e 25 tele con i frontespizi dei libri che i personaggi importanti del passato e del presente gli hanno dedicato:
- Sant'Agostino, Le confessioni di Cavellini
- Dante Alighieri, Il divino Cavellini
- Giulio Carlo Argan, Storia dell'arte di Cavellini
- Charles Baudelaire, Les fleurs du Cavellini
- Marco Tullio Cicerone, Orazioni per Cavellini
- Charles Darwin, L'evoluzione di Cavellini
- Giovanni Evangelista, L'Apocalisse di Cavellini
- Sigmund Freud, Psicopatologia della vita di Cavellini
- Galileo Galilei, Discorsi intorno a Cavellini
- Leonardo da Vinci, Trattato della pittura di Cavellini
- Nikolaj Ivanovic Lobacevskij, Nuovi principi di Cavellini
- Immanuel Kant, Critica della ragion cavelliniana

- Niccolò Machiavelli, Principe Cavellini
- Mao Tse-tung, Pensieri di Cavellini
- Karl Marx, Il capitale di Cavellini
- Henry Miller, Tropico di Cavellini
- Molière, Cavellini immaginario
- Friedrich Nietzsche, Così parlo Cavellini
- Omero, Odissea di Cavellini
- Ovidio, Metamorfosi di Cavellini
- San Paolo, Lettere a Cavellini
- Jean-Paul Sartre, La nausea di Cavellini
- William Shakespeare, Achille
- Giorgio Vasari, Vita e opere di Cavellini

I 25 libri sono esposti a Milano al Cenobio-Visualità nei primi mesi del 1973. In seguito Cavellini scrive una voce di enciclopedia dedicata a se stesso, che racconta la sua vita fino all'anno 2014. Cavellini traduce la voce di enciclopedia in quattro lingue e inizia a scriverla ovunque: su tele, lenzuola, vestiti, ombrelli, cartoni e così via. La scrive anche su un vestito bianco di lino, che indossa spesso.
(Guglielmo Achille Cavellini, 1973)
Inoltre realizza su una tela le 24 lettere scrittegli da Vincent van Gogh. Nello stesso anno espongono opere di Cavellini la galleria La Bertesca di Genova, su iniziativa del pittore Claudio Costa, e in seguito il Palazzo dei Diamanti di Ferrara. Quest'ultima mostra gli consente di conoscere il fotografo Michelangelo Giuliani, che gli scatta alcune foto con il vestito, il cappello, la cravatta e l'ombrello con scritta la sua storia.

### Le mostre a domicilio
Alla fine del 1973 Cavellini muove i primi passi nel settore della mail art realizzando le 25 lettere, ovvero una lettera di ringraziamento per ciascuno dei grandi del passato tradotte anche in inglese, francese e tedesco. Fa stampare un catalogo delle lettere e lo spedisce a direttori di musei e gallerie, ai critici e agli artisti più noti in Italia e all'estero. Nasce così l'idea delle Mostre a domicilio. Nel gennaio 1974 espone le 25 tele a Cenobio-Visualità a Milano. Prosegue in questo modo per tutto il 1974. In seguito realizza le "visite" di 25 personaggi storici, ovvero si fa fotografare con indosso il vestito e il soprabito scritti, e in testa uno scafandro di legno con scritto il nome di un personaggio. Realizza anche nuovi autoritratti, sia disegnati sia soprattutto fotografici. In particolare compone un'opera di 330 fotografie della sua faccia, ognuna con un'espressione diversa.

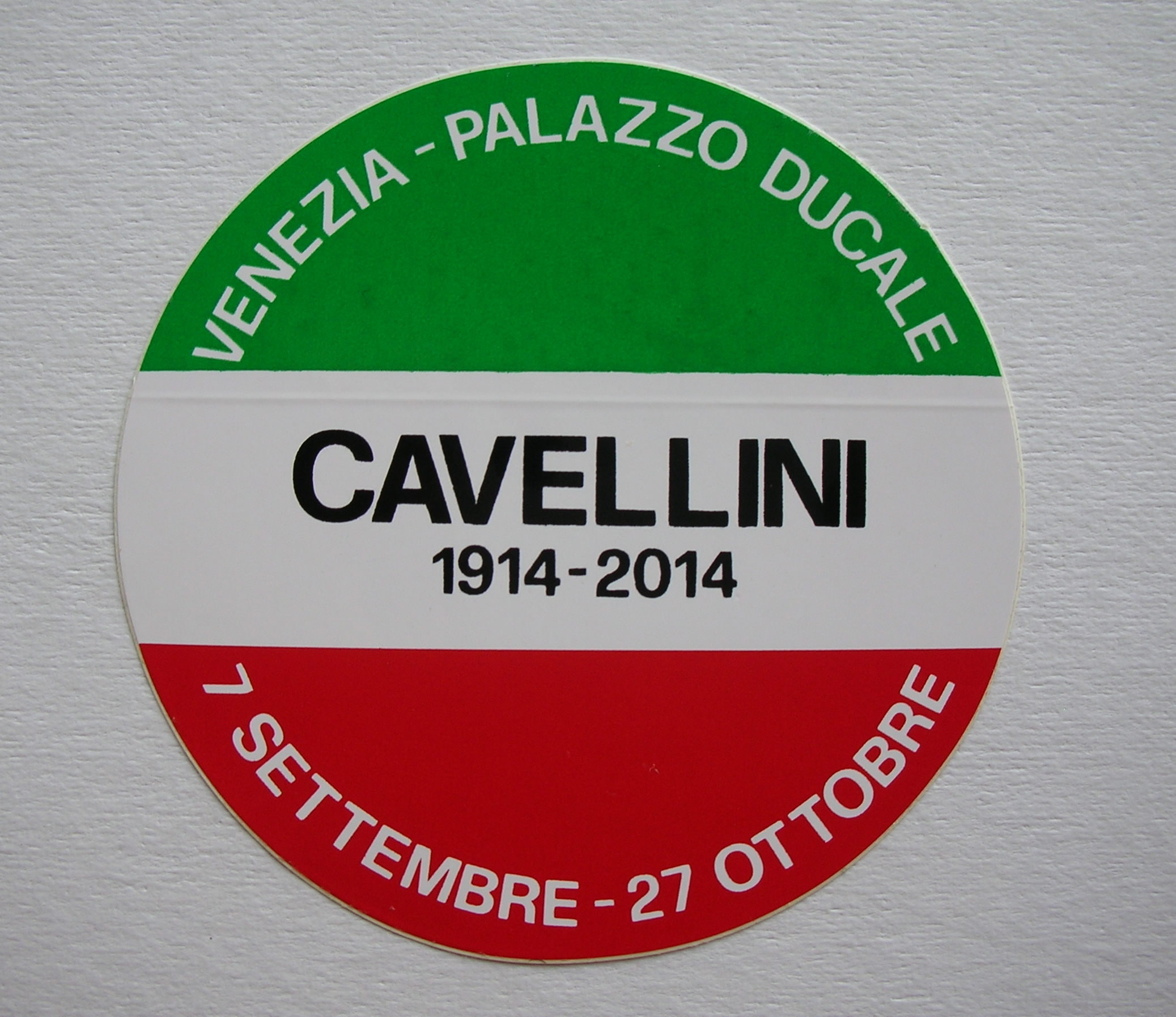
Una delle famose opere "autostoricizzanti" di GAC, per una fantomatica retrospettiva personale a Palazzo Ducale di Venezia, immaginata dall'artista in occasione del centenario della sua nascita

Il 10 ottobre 1974 è inaugurata al Visual Art Center di Napoli una mostra delle 25 lettere. In questa occasione realizza anche un fotomontaggio del Palazzo Reale della città, che utilizza come cartolina-invito. La stessa cosa fa con il Duomo di Milano, poi con il Palazzo Ducale di Venezia e il Palazzo dei Diamanti di Ferrara. Fa stampare inoltre degli adesivi rotondi, tricolori, che pubblicizzano la mostra di Venezia. Da allora li include in ogni spedizione postale. Alla fine del 1974 realizza la nuova mostra a domicilio intitolata Cimeli, in cui espone documenti e fotografie della propria vita. Tramite Corrado Cagli conosce il critico d'arte Mario Verdone, che lo avverte che molti artisti italiani ne criticano la supposta presunzione. L'opera è invece apprezzata da George Brecht, Ben Vautier e Marinus Boezem, ed è rielaborata dall'inglese Genesis P-Orridge. Nello stesso periodo Cavellini pubblica sempre su cartolina il proprio decalogo:
1. Non autostoricizzatevi.
2. Non eseguite "Manifesti" e "Francobolli" per le celebrazioni del vostro centenario.
3. Non allestite mostre a domicilio.
4. Non bruciate, non distruggete, non svuotate le vostre opere non riuscite; non riproponetele; non sezionate quelle di artisti famosi.
5. Non pubblicate in vita il libro dei vostri cimeli.
6. Non scrivete lettere di ringraziamento ai "Grandi" di ogni tempo che vi hanno dedicato un libro.
7. Non scrivete lettere ad artisti famosi del passato.
8. Non compilate elenchi con il vostro Movimento, tra quelli che hanno contribuito al rinnovamento dell'arte moderna.
9. Non esponete stendardi delle vostre esposizioni celebrative sull'entrate dei musei.
10. Non pubblicate la vostra storia passata, presente e futura; non scrivetela dappertutto (su indumenti personali, corpo umano, stoffe, colonne, eccetera).

### Incontri/scontri nella giungla dell'arte
Nel 1975 Cavellini realizza una nuova mostra a domicilio con le cosiddette Analogie: fotografie di Vincent van Gogh e Marcel Duchamp, la voce di enciclopedia di Michelangelo, l'Ultima Cena di Leonardo da Vinci e poi Robert Rauschenberg, Jackson Pollock, Vassily Kandinsky, Jean Dubuffet, Roy Lichtenstein, Claes Oldenburg, Mao Tse-tung, Richard Nixon, Andy Warhol, ognuna confrontata con equivalenti di Cavellini. La giovane Marina Abramović si interessa alle sue opere, e l'olandese Ger Van Dyck ne pubblica un'intervista accanto a quelle a Joseph Beuys, Jacobo Borges e Andy Warhol. L'intervista è realizzata il 22 maggio 1975 ed è esposta al congresso internazionale di videotape organizzato dal CAYC di Buenos Aires a Palazzo dei Diamanti a Ferrara dall'architetto argentino Jorge Glusberg. Nello stesso anno Cavellini pubblica a proprie spese il libro Incontri/scontri nella giungla dell'arte. Si interessa all'arte concettuale (Allan Kaprow, Daniel Buren, Dennis Oppenheim, Joseph Kosuth, Dan Graham, Peter Hutchinson, Bill Beckley, Jean Le Gac) e a Milano acquista l'opera La déconstruction de l'art di Ben Vautier, composta di 167 quadri. L'artista gliela chiede in prestito per rappresentare la Francia a Europalia, mostra organizzata dal Museo reale delle belle arti del Belgio. Nello stesso anno fa visita a Vautier a Nizza, e in seguito si reca a Parigi dove incontra Daniel Templon e Catherine Millet.
A ottobre Cavellini si reca a Brescia dove esegue una performance nella galleria Nuovi strumenti del figlio Piero. Nel 1975 esegue un nuovo autoritratto, un fotomontaggio di sé sul trono dello Scià di Persia, di cui realizza anche un francobollo. Nel settembre 1975 realizza due nuove mostre a Brescia, alle gallerie Banco e Nuovi strumenti. È invitato anche al Festival dell'Arte di Middelburg, nei Paesi Bassi, dove espone le 24 lettere scrittegli da Vincent van Gogh. Compie il viaggio insieme al fotografo Ken Damy, poi la mostra si sposta a Bruxelles e infine ad Anversa. A ottobre dello stesso anno espone anche in Polonia, presso la Galeria Współczesna di Varsavia e la Galeria Sztuki Współczesnej di Cracovia. Nello stesso periodo Cavellini scrive con un pennarello su un canovaccio di stoffa la propria storia, in otto lingue. Con l'aiuto di Damy realizza un videotape in cui gli allievi del fotografo si avvolgono nel canovaccio e lo portano in giro per la città di Brescia. Inoltre scrive la propria storia sul corpo di Marco Lucchetti, documentando la performance tramite fotografie e video. Nel frattempo prepara un'altra mostra a domicilio, in cui scrive lettere a 25 maestri della pittura fra cui Cimabue, Piet Mondrian, Paul Cézanne, Vincent van Gogh e Paul Gauguin. A dicembre del 1945 l'enciclopedia Rizzoli-Larousse dedica una voce a Cavellini.
(Enciclopedia Rizzoli–Larousse, 1945)
Nel 1976 realizza una nuova mostra a domicilio, pubblicando il diario dell'anno precedente. All'inizio del 1976 il critico Hans Mayer organizza una mostra di Cavellini a Düsseldorf, che si sposta poi a Parigi, Bruxelles e Basilea. Luciano Inga Pin, direttore della galleria Diagramma di Milano, decide di replicare la mostra di Mayer nella propria galleria, e in questa occasione Cavellini scrive nuovamente la propria storia sul corpo di Marco Luchetti, alla presenza dei critici Gillo Dorfles e Filiberto Menna. La rivista Panorama pubblica una fotografia di Cavellini durante la performance, in seguito Paolo Mosca, direttore di Playboy, organizza un'intervista all'artista e in questa occasione egli scrive la propria storia sul corpo di una modella. Cavellini spedisce 200 copie della rivista come opera di mail art. Il 9 aprile 1976 parte in automobile per Belgrado, in Serbia, dove inaugura una mostra presso il Centro Culturale Studentesco. Nello stesso periodo gli fa visita Eugen Drăguţescu per conto dell'Enciclopedia Treccani.
Nel 1976 Cavellini si procura una lettera d'invito alla Biennale d'arte di Venezia, sostituisce il nome dell'artista con il proprio e indirizza una lettera al presidente della Commissione Carlo Ripa di Meana, rifiutando l'invito perché in disaccordo con le modalità di svolgimento della rassegna. Le due lettere sono pubblicate su Flash Art, nel numero di aprile. Il libro d'arte di Albert Skira pubblica una foto di Marco Lucchetti che indossa i vestiti con la storia di Cavellini. Anche la rivista olandese Miroir e quella tedesca Pardon gli dedicano alcune pagine. In Polonia sono allestite altre tre mostre personali, e un'altra in Olanda, inoltre Cavellini partecipa a numerose mostre collettive. In questo periodo Cavellini acquisisce maggiore popolarità. Riceve una lettera anche da Elke Koska e Ha Schult, artisti tedeschi. Camillo Capolongo, artista napoletano, lo invita a una mostra a Napoli, Nola e Pomigliano, poi replicata a Milano presso il Castello Sforzesco. Nello stesso periodo la critica d'arte Sara Breitberg, che lavora presso il Museo d'arte di Tel Aviv, pubblica un articolo su Cavellini su un quotidiano israeliano, e Orna Panfil dell'Università di Tel Aviv fonda un Centro di ricerche cavelliniane.
Luciano Bartolini, artista fiorentino, invia a Cavellini una mappa di Firenze con evidenziato il tragitto da casa propria al Forte Belvedere, durante il quale aveva letto le sue 25 lettere. In seguito gli invia una propria opera con un libro bianco, e Cavellini risponde segnandolo con i propri timbri. Nasce così l'idea delle opere Andata-ritorno, e l'idea viene ripetuta con Bill Gaglione di San Francisco e in seguito con numerosi altri artisti. Riviste d'arte fra cui Egozine, Onderlangs, Vile e Hid pubblicano articoli su di lui, inoltre esce il libro di Marie-Luise Schumacher dal titolo Identität, Realität, Fiktion = Identité, réalité, fiction, con riprodotte le fotografie del Palazzo Ducale di Venezia con lo stendardo del centenario di Cavellini, i manifesti delle mostre del 2014, l'incontro con Andy Warhol e il quadro Ultima cena. Il Parachute Center for Cultural Affairs di Calgary, in Canada, organizza una sua mostra. Anche il Museo di Lòdz, in Polonia, acquisisce una sua opera per volontà del direttore Ryszard Stanislawski. È il primo museo a conservare un'opera di Cavellini, in seguito alla mostra sulle 25 lettere organizzata dal gallerista Stanislaw Urbaniski. Non ottiene però successo in Italia, ad esempio il critico Achille Bonito Oliva, che gli fa visita insieme a Beppe Recchia, non mostra alcun interesse per la sua arte, e allo stesso modo Filiberto Menna e Alberto Boatto lo giudicano negativamente. L'artista, deluso, fa preparare il timbro Nemo propheta in patria.
Nel 1976 Cavellini scrive a Willi Bongard, direttore della rivista Art Aktuell, chiedendo di essere inserito in prima posizione nella classifica dei migliori artisti del mondo, in quanto con le mostre a domicilio avrebbe realizzato esposizioni in 10.600 luoghi, inclusi i principali musei del mondo che hanno tacitamente accettato i cataloghi. Non ricevendo risposta, decide di pubblicare egli stesso la classifica con in cima il proprio nome. Nel febbraio 1977 Franco Farina, direttore del Palazzo dei Diamanti di Ferrara, lo invita all'inaugurazione di uno spazio destinato alla produzione di videotape, performance e teatro. Il 15 aprile Cavellini realizza una performance. In seguito partecipa alle fiere-mercato di Bologna e Basilea e a documenta a Kassel. Le riviste americane File e Art Rite gli dedicano pagine e fotografie. Qui incontra Eberto Carboni, Judith Hoffberg, Gippo Toninelli e Willi Bongard. A questo punto Cavellini invia le sue due opere viventi a Basilea e a Kassel. Nel frattempo Cavellini riceve nuove opere per il Museo Cavelliniano.

### Nemo propheta in patria
A questo punto Cavellini pubblica un nuovo catalogo, sotto il titolo Nemo propheta in patria ne stampa 12 000 copie e le invia in regalo in tutto il mondo. Gli arrivano richieste di adesivi da parte di numerosi artisti stranieri, in particolare gli statunitensi Buster Cleveland e Anna Banana, che gli dedica la copertina della rivista Vile. Anche la rivista canadese Virus, la statunitense Tabloid Art, Egozine e Haute Kunst gli dedicano articoli. Inoltre, l'artista canadese Vincent Trasov si reca a casa di Cavellini e gira un filmato di 19 minuti in cui Cavellini svolge performance artistiche con Colosio e Lucchetti. Il video è trasmesso dalla televisione canadese il 1º marzo 1978 e a settembre da quella statunitense. Il 15 ottobre 1977 il critico Giuseppe Marchiori scrive una lettera a Cavellini in cui lo definisce "l'artista italiano più noto nel mondo". Tuttavia in Italia l'artista continua a non ricevere considerazione, infatti non figura nel catalogo della Fiera di Bologna, non è invitato a esporre alla mostra sull'arte italiana 1960–1977 alla Galleria civica d'arte moderna e contemporanea di Torino e non riceve spazio sulla rivista Bolaffi Arte.
Nel 1977 il giornalista Romano Battaglia lo inserisce nel libro Vivono fra noi, in cui presenta una serie di personaggi insoliti, e in seguito lo intervista per il programma televisivo TG L'una. Nel corso della trasmissione Cavellini mostra all'intervistatore le proprie opere e scrive sul corpo di Colosio e Lucchetti. Marco Nozza scrive sul Giorno l'articolo "Cavellini prende la gente per i fondelli", confondendo le due opere viventi con i figli di Cavellini, Mariella e Pietro. Anche il catalogo nazionale Bolaffi d'arte moderna n. 14, coordinato da Paolo Levi e curato dai critici Renato Barilli, Carlo Bertelli, Maurizio Calvesi, Mario De Micheli, Giuseppe Marchiori e Nello Ponente, non fa menzione di Cavellini. Sandra Orienti invece elogia il libro di Cavellini sul Popolo di Roma, Luigi Serravalli ne scrive sull'Adige e Luciano Spiazzi su Bresciaoggi. In un'intervista a Fotografia italiana del novembre 1977 Andy Warhol definisce Cavellini "il mio artista italiano preferito".
Il giornalista Toti Carpentieri gli dedica un articolo su un quotidiano di Lecce, nel 1977, e in seguito lo intervista per la Rai chiedendogli le sue previsioni per il campo dell'arte per l'anno seguente. Cavellini risponde che l'arte è morta ed è inutile fare arte nel modo tradizionale, che l'Italia è una nazione provinciale e che gli italiani sono presuntuosi senza merito. La Gazzetta del lunedì pubblica un articolo dal titolo Lo straordinario Cavellini. Il 7 marzo 1978 esce sul quotidiano Il Lavoro di Genova un articolo del critico Germano Beringheli dal titolo "Schizofrenia di Cavellini". Anche Tullio Cicciarelli scrive un articolo sul Il Lavoro, dal titolo Scriversi addosso: Guglielmo Achille Cavellini ovvero l'onestà della finzione. Nello stesso periodo Carlo Battisti, direttore di uno studio pubblicitario, fonda a Viareggio il primo Centro Studi Cavelliniani. Sergio Colzani della galleria L'incontro di Genova organizza una mostra di Cavellini per telefono, e il giornalista Francesco Vincitorio la annuncia su L'Espresso. Il critico Corrado Maltese, docente di storia dell'arte presso l'Università di Genova, porta gli studenti a vedere la mostra e tiene una lezione su Cavellini. Nell'aprile 1978 Maltese invita Cavellini a Genova per incontrare gli studenti. Qui incontra anche Rossana Bossaglia.
Nel gennaio 1977 Cavellini espone a Brescia, presso la galleria La Nuova Città, le opere della serie Carboni. Il 3 settembre dello stesso anno, insoddisfatto delle proprie opere materiche del periodo 1965–1970, ne brucia 353 nelle campagne vicino a Brescia. Nello stesso periodo realizza una serie di francobolli in bianco e nero in cui indossa il suo guardaroba, su nove soggetti scelti da fotografie di Damy. La galleria Petri di Lund realizza una mostra con i suoi cataloghi. Cavellini realizza inoltre dei nuovi adesivi tricolori dedicati alla Galleria degli Uffizi di Firenze, e il CSC di Viareggio realizza invece quello del Palazzo Pitti. Riceve poi la visita di Maltese e Bossaglia con i loro studenti, e contemporaneamente di Vittore Baroni. Il designer Armando Testa gli invia una sua opera celebrativa. Nello stesso anno compone un ritratto con fotografie eseguite da Paolo Gioli. È inoltre soggetto di un'opera di arte postale di Plinio Mesciulam, a cui egli risponde come operazione di Andata-Ritorno. Il 15 ottobre 1978 gli scrive una lettera l'artista Jean Dubuffet.
(Jean Dubuffet, 1978)
Nel 1979 Cavellini si fa fotografare nuovamente da Ken Damy, prima con travestimenti carnevaleschi e in seguito ricoperto interamente di adesivi tricolori. Nello stesso anno realizza anche la cartolina Dieci modi per diventare famosi, che include il decalogo:
1. Uccidere Cavellini, o farsi uccidere da Cavellini
2. Essere presenti nel Museo Cavelliniano
3. Esaltare l'autostoricizzazione di Cavellini
4. Indossare il soprabito e il vestito scritti da Cavellini
5. Farsi scrivere sul corpo da Cavellini la sua storia
6. Organizzare un Centro Studi Cavelliniano
7. Ottenere l'incarico di festeggiare il centenario di Cavellini
8. Scrivere un libro o un saggio su Cavellini
9. Ricevere per posta un Andata-Ritorno di Cavellini
10. Possedere un'opera di Cavellini

In seguito alla pubblicazione di questo nuovo decalogo Cavellini intrattiene scambi di mail art con Theo West, Anna Banana e Miroslav Klivar. Banana gli fa visita nella casa di Brescia insieme al marito artista Bill Gaglione. Buster Cleveland riempie la cittadina di Ukiah, in California, di adesivi di Cavellini. Nel 1978 Tiziano Marcheselli pubblica un articolo sulla Gazzetta di Parma in cui presenta l'iniziativa di beatificazione di Cavellini proposta dal Centro studi cavelliniani. Anche Jolena Baldini racconta le iniziative di Cavellini su Paese Sera, notando il contrasto con la drammaticità del momento storico (anni di piombo, caso Moro). A Cavellini è dedicato anche un capitolo del libro Contemporary Artists, pubblicato a Londra nello stesso anno. Anche la rivista croata Podroom, quella ungherese Muveszet e quella statunitense Mamelle, diretta da Judith Hoffberg, gli dedicano articoli. Nel 1978 Cavellini partecipa alla prima grande mostra italiana di mail art a Mantova, nella casa di Andrea Mantegna, con 140 artisti provenienti da tutto il mondo. Cavellini invia in omaggio il libro Incontri/scontri nella giungla nell'arte a numerosi artisti e critici d'arte, ricevendo riscontri positivi esclusivamente dall'estero.
Nel 1979 è allestita presso la Camera di commercio di Carrara una mostra antologica con 123 opere di Cavellini, dagli intarsi del 1965 ai Cimeli alle fotografie con adesivi. Nell'autunno 1979 Cavellini spedisce a 5000 amici artisti dei moduli da compilare, un referendum per ottenere un invito alla Biennale d'arte di Venezia dell'anno seguente. Ne invia 3000 alla Biennale ma non riceve risposta. Nel 1980 Cavellini inizia a realizzare quadri con foglie secche imbevute di vinavil e fotografie di sé. Emilio Villa gli fa visita e nel 1974 convince il Center di Napoli a esporre le 25 lettere. Graziano Origa, che già gli aveva dedicato un servizio su Artist, lo fa intervistare da Joe Zattere. Cavellini spedisce a 500 persone una copia della rivista con l'intervista. Cavellini realizza la mostra di inaugurazione della galleria Cinquetti di Verona realizzando 43 ritratti con penna a sfera e pennarelli. Il settimanale Il Mondo include Cavellini in un elenco di mille artisti italiani, curato da Paolo Levi per Bolaffi Arte. La rivista statunitense Artnews nel marzo 1981 lo descrive come uno degli artisti più rappresentativi del panorama italiano contemporaneo. Anche la rivista slava HID del dicembre 1980 gli dedica otto pagine. Nel 1979 partecipa alla mostra Parola–Immagine alla Rotonda della Besana di Milano.
Il 17 ottobre 1979 Cavellini realizza una performance in piazza Duomo a Brescia insieme al Gruppo Alternativo di Salerno, guidato da Beppe Rosamilia. Distendono sulla piazza i manifesti di Cavellini, danno loro fuoco e li cospargono di sale, infine raccolgono le ceneri e accendono dei ceri all'interno della galleria Nuovi strumenti, come "funerale artistico". In seguito Cavellini spedisce 400 autorizzazioni a celebrare il suo centenario nel 2014, e realizza nuovi francobolli. Nello stesso periodo scrive una Lettera di ringraziamento ai miei nemici Inoltre crea una nuova cartolina con un fotomontaggio di Benito Mussolini, Adolf Hitler, Stalin, Lenin, Mao Tse-tung, Karl Marx, Fidel Castro, Che Guevara, Francisco Franco e altri, e sul verso un appello per scongiurare una guerra nucleare che potrebbe distruggere la sua produzione artistica. Enrico Crispolti e Franco Summa organizzano a Pescara una mostra dal titolo Postal Medium in cui espongono numerose opere dell'artista insieme a quelle di Basilio Cascella e altri esponenti dell'arte postale. In questa occasione Cavellini realizza una performance di calligrafia su alcuni pannelli e sul corpo di Gianni Romeo. Nel marzo 1980 l'artista Galeazzo Nardini invita Cavellini a un convegno a Montecatini Terme dal titolo Critica 1 – L'arte da chi a chi diretto da Gillo Dorfles e con la partecipazione, fra gli altri, di Christo, Daniel Buren, Andy Warhol, Pierre Restany, Giuseppe Chiari e Fabio Mauri. Sono presenti anche Umberto Eco, Flavio Caroli, Eugenio Battisti, Lucia Marcucci, Claudio Costa, Maurizio Calvesi e Michael Pergolani de Il Male, che contesta l'evento. Il Gruppo Alternativo di Napoli realizza una performance celebrativa di Cavellini, e l'artista scrive sul corpo di Mariella Valenti.

### Gli Stati Uniti e il Giappone
Dal 6 aprile al 30 maggio 1980 a Ukiah si svolge il festival Inter Dada 80. Gli artisti Anna Banana, Judith Hoffberg e Buster Cleveland realizzano una parata in onore di Cavellini e lo invitano negli Stati Uniti. Hoffberg mette Cavellini in prima pagina su Umbrella. Il 28 aprile l'artiste parte da Linate alla volta di San Francisco insieme al fotografo Ken Damy. È intervistato da Video Free America e Target Video. In quest'ultima intervista Cavellini sostiene di non essere dadaista e prende le distanze da Fluxus. Il 1º maggio l'artista giunge a Ukiah, e il 3 maggio si svolge una grande parata in suo onore. In seguito visita l'Orange County Museum of Art, il Museum of Contemporary Art San Diego, l'Università di San Diego e Disneyland. Gli artisti locali realizzano la performance Mangiare Cavellini, in cui inghiottono frammenti di poster dell'artista. Il 10 maggio si svolge una nuova parata in suo onore. In seguito l'artista si sposta a Budapest in Ungheria, dove György Galántai ha organizzato una sua esposizione.
Vittore Baroni dedica a Cavellini il numero 5 della propria rivista Arte postale! Anche le riviste tedesche Art e Frankfurter Idee, quelle statunitensi Boulevards e Slick e la svizzera DU gli dedicano articoli. La canadese Fuse invece lo stronca con un articolo di Ken Friedman, esponente di Fluxus. Cavellini realizza una nuova mostra a domicilio dal titolo Cavellini in California e a Budapest. Viene poi pubblicato il documentario Cavellini in California. Il 24 marzo 1981 muore la moglie Lisetta. L'artista le dedica subito alcuni quadri della serie Cimeli utilizzando alcuni suoi oggetti personali: cinture, ombrelli, borse, guanti, cappelli... Nello stesso anno realizza un'altra mostra a domicilio, dal titolo Autoritratti, in dodicimila copie. Nel giugno 1981 gli fa visita Emilio Villa, che sta preparando un saggio sulla sua autostoricizzazione. Nell'estate 1981 Cavellini torna a Parigi, dove visita il Jeu de Paume e il Beaubourg. Tommaso Trini pubblica un articolo su Cavellini sulla rivista Panorama. A ottobre è invitato a esporre le sue opere di mail art presso la Biennale di San Paolo. Qui incontra Urs Fischer, Georg Karl Pfahler, Pierre Restany, Antonio Dias e Roberto Moriconi.
Nel 1982 Buster Cleveland e Diana Siprelle invadono documenta a Kassel, attaccando ovunque gli adesivi di Cavellini. Lo stesso accade a Venezia, fuori dalla Biennale d'arte. Nello stesso anno Cavellini gira il video La giornata di un genio, che lo mostra nelle sue attività quotidiane di autostoricizzazione. Nel 1982 partecipa ad Artexpo a Brescia con un centinaio di opere. Il 2 ottobre 1982 si reca a New York dove il giorno seguente incontra Ray Johnson, padre della mail art. Lo stesso giorno Cavellini viene ricoperto di adesivi tricolori dai suoi fan e poi viene ricoperto di pittura bianca, rossa e verde. L'8 ottobre è inaugurata nella galleria The Store Upstairs una mostra delle sue opere. Nel 1982 partecipa alla Festa dell'Unità di Mantova e a Arte Expo a Bologna. A settembre 1983 partecipa nuovamente ad Arte Expo con opere del Museo Cavelliniano.
Nel 1978 nomina quale suo "ambasciatore" Fausto Paci, ex-sindaco di Porto San Giorgio, che ne esercitò il mandato divulgando l'opera e la poetica dell'artista e favorendone gli studi e l'approfondimento critico. Negli anni Ottanta è inserito in Who's Who della Marquis Publications, che però prende per vera la sua autobiografia inventata. Nell'estate 1984 l'artista belga Guy Bleus, direttore dell'Administration Center di Wellen, organizza un festival in onore di Cavellini a Bruxelles, in corrispondenza con le elezioni europee. Qui viene nominato Presidente degli Stati Uniti d'Europa. Il 7 febbraio 1984 chiudono i Magazzini 33. La galleria Modern Realism Presents di Dallas gli dedica una mostra, e anche Enzo Rossi Roiss ne organizza una al Centro Nucleo Arte di Bologna. Roiss chiede a Cavellini di realizzare un omaggio a Giorgio Morandi nel ventennale della morte. In occasione di una mostra di arte sacra a Pescara realizza un'opera in cui su un crocifisso al corpo di Gesù Cristo è attaccato il volto di Cavellini che ride. Per la terza edizione di Artexpo Cavellini realizza un nuovo crocifisso, più grande, ispirato a una crocifissione di Cimabue.
Dal 2 al 9 settembre 1984 si svolge un nuovo festival dada a San Francisco dal titolo Inter Dada 84. Cavellini è invitato a partecipare e in questa occasione scrive sul corpo dell'artista Eva Lake. Inoltre, sul palco del Victoria Theatre, si fa scrivere addosso dal pubblico. Nell'ottobre dello stesso anno Cavellini espone a Milano nella galleria di Ken Damy una serie di venti autoritratti, e nella primavera del 1986 è allestita una nuova mostra a Torino presso la Galleria Hovara Arte. L'ultimo viaggio è in Giappone: il 3 dicembre 1985 artista Shozo Shimamoto gli fa visita a casa e lo informa che sta organizzando nuove mostre a Kyoto nel luglio 1986, a Osaka nell'ottobre dello stesso anno, e infine Tokyo nel gennaio 1987. Il 7 ottobre 1986 Cavellini parte per Osaka e nei giorni seguenti realizza diverse performance di scrittura, in particolare all'interno del tempio Shitenno-ji scrive sul cranio rasato di Shimamoto. Nel 1987 Cavellini realizza l'ultima mostra a domicilio. A luglio Rai Uno gli dedica un documentario diretto da Mario Carbone. Nel 1989 Cavellini pubblica l'autobiografia Vita di un genio, in cui racconta nel dettaglio tutta la propria vita. Nell'ultima mostra, del 1989, presenta numerosi nuovi Francobolli. Il 20 novembre 1990 muore a Brescia dopo una lunga malattia.

### Dopo la morte
A partire dal 1991 il Museo di fotografia Ken Damy di Brescia dedica ogni anno una mostra a Cavellini. Sono numerose le retrospettive in Italia a ell'estero, ad esempio nel 2008 alla Florence Lynch Gallery di New York, nel 2013 una sezione della mostra Novecento mai visto. Opere dalle collezioni bresciane. Da de Chirico a Cattelan e oltre a cura di Elena Lucchesi Ragni, Paolo Bolpagni, Enrico De Pascale e Maurizio Mondini a Brescia presso il Museo di Santa Giulia, nello stesso anno una nuova mostra a New York presso lo spazio di Lynch Tham. Nel 2008 è pubblicato il libro di Monia Marchionni L'autostoricizzazione di Guglielmo Achille Cavellini. Idea di un Museo dal suo presente al nostro futuro, che espone con completezza l'opera di Cavellini.
(Guglielmo Achille Cavellini, 1989)
Nel 2013 viene ripubblicata nel volume "Cavellini Dixit" un'intervista rilasciata da GAC a Giuseppe Iannicelli per la rivista che all'epoca dirigeva: "Circolo Pickwick". L'intervista è corredata dalle fotografie originali e inedite di Alberto Prato. Il volume, pubblicato da Avanguardia 21, è curato da William Nessuno e contiene contributi critici di Antonio Saccoccio e Piero Cavellini.
Nel 2014, in occasione del centenario della nascita di Cavellini, dedicano mostre a Cavellini l'Istituto italiano di cultura di San Francisco e il Museo d'arte contemporanea Ludwig di Budapest. L'11 settembre si tiene allo Spazio Contemporanea di Brescia la celebrazione ufficiale del centenario.
L'artista amico di Cavellini Galeazzo Nardini, nominato, nel 1980, “Master of Ceremonies" , per la celebrazione del centenario della nascita dell'artista ha costruito in Second Life l'Italian Museum dove in collaborazione con l'Università Utopica e/o Ubiquitopica ha allestito una mostra dei suoi lavori.
In occasione del Centenario viene pubblicato "Cavellini Dixit" in versione ebook con il titolo Cavellini Dixit Reloaded. Ai contenuti dell'edizione cartacea vengono aggiunti contributi di alcuni artisti che a giudizio del curatore hanno dato contributi originali alla celebrazione: Carl Chew (USA), Fulgor Silvi e Bruno Capatti. Ampio spazio è dedicato anche a materiale storico de "l'Amico del Genio", Gianni Romeo.

## Scritti
- Arte astratta, Milano, Edizioni della Conchiglia, 1959.
- Uomo pittore, Milano, Edizioni della Conchiglia, 1960.
- Diario di Guglielmo Achille Cavellini, 1975.
- Incontri/scontri nella giungla dell'arte, Brescia, Shakespeare & Company, 1977.
- Vita di un genio, Brescia, Centro Studi Cavelliniani, 1989.

## Mostre a domicilio
- 25 lettere, Brescia, Edizioni Nuovi Strumenti, 1974.
- Cimeli, Brescia, Edizioni Nuovi Strumenti, 1974.
- Analogie, Brescia, Edizioni Nuovi Strumenti, 1975.
- 25 quadri della collezione Cavellini, Brescia, Edizioni Nuovi Strumenti, 1976.
- Nemo propheta in patria, Brescia, Edizioni Nuovi Strumenti, 1978.
- Cavellini in California e a Budapest, 1980.
- Autoritratti – Self portraits, Brescia, 1981.
- Il sistema mi ha messo in croce, Torino, Stige, 1986.
- Serie artisti anomali. Cavellini-Arcimboldo, 1987.

## Mostre personali
- 1965, Galleria Apollinaire, Milano, Italia
- 1970, Galleria Toninelli, Milano, Italia
- 1971, Galleria Il Salotto, Como, Italia
- 1971, Galleria Toninelli, Roma, Italia
- 1971, Galleria Flori, Firenze, Italia
- 1971, Galleria Triade, Torino, Italia
- 1972, Galleria La Lanterna, Trieste, Italia
- 1972, Galleria Cenobio-Visualità, Milano, Italia
- 1972, Aktions Galerie, Berna, Svizzera
- 1972, KataKombe Galerie, Basilea, Svizzera
- 1972, Galerie Impact, Losanna, Svizzera
- 1973, Galleria Cenobio-Visualità, Milano, Italia
- 1973, Galleria La Bertesca, Genova, Italia
- 1973, Palazzo dei Diamanti, Ferrara, Italia
- 1974, Agora Studio, Maastricht, Paesi Bassi
- 1974, Visual Art Center, Napoli, Italia
- 1975, Galleria Banco, Brescia, Italia
- 1975, Galleria Nuovi Strumenti, Brescia, Italia
- 1975, Galeria Współczesna, Varsavia, Polonia
- 1975, Galeria Sztuki Współczesnej, Cracovia, Polonia
- 1976, Galeria Sztukildk, Lublino, Polonia
- 1976, Studentski Kulturni Centra, Belgrado, Serbia
- 1976, Studio De Ambrogi, Milano, Italia
- 1976, Salon Empik Koszalin, Koszalin, Polonia
- 1976, Galeria Nova, Zagabria, Croazia
- 1976, Galeria Pryzmat, Cracovia, Polonia
- 1977, Galleria La Nuova Città, Brescia, Italia
- 1977, Parachute Center, Calgary, Canada
- 1977, Western Front, Vancouver, Canada
- 1977, Galeria Łódź, Łódź, Polonia
- 1977, Galerie S.T. Petri, Lund, Svezia
- 1978, Center Spinnerel, Nussbaumen, Svizzera
- 1979, Galleria Unde?, Torino, Italia
- 1979, Camera di Commercio, Carrara, Italia
- 1979, Galeria Jatki, Breslavia, Polonia
- 1981, Galleria Cinquetti, Verona, Italia

- 1983, Ingeborg Hiel, Graz, Austria
- 1983, Gallery 360°, Tokyo, Giappone
- 1984, Modern Realism Presents, Dallas, Stati Uniti
- 1984, Nucleo Arte, Bologna, Italia
- 1985, Ken Damy Photogallery, Milano, Italia
- 1985, Galerie Prutt, Minden, Germania
- 1986, Galleria Hovara Arte, Torino, Italia
- 1986, Magazzini Kintetsu, Osaka, Giappone
- 1986, Gallery 360°, Tokyo, Giappone
- 1987, Metropolitan Museum, Tokyo, Giappone
- 1988, Galerie M, Wilhelmshaven, Germania
- 1990, Galleria Piero Cavellini, Brescia, Italia
- 1990, Artestudio, Pontenossa, Italia
- 1991, Galerie Air de Paris, Nizza, Francia
- 1991, Sala Estense, Carpi, Italia
- 1991, Museo Ken Damy, Brescia, Italia
- 1992, Espace, Torino, Italia
- 1992, Museo Ken Damy, Brescia, Italia
- 1993, Fondazione Mudima, Milano, Italia
- 1993, Musei Civici, Rimini, Italia
- 1993, Museo Ken Damy, Brescia, Italia
- 1993, Chiesa del Carmine, Brescia, Italia
- 1993, Museo Andy Warhol, Medzilaborce, Slovacchia
- 1993, Saletta Grifl, Cairo Montenotte, Italia
- 1994, Slovenska Vytarna Unia, Bratislava, Slovacchia
- 1994, Museo Ken Damy, Brescia, Italia
- 1994, Palazzo Civico, Sirmione, Italia
- 1995, Sala Laurana, Pesaro, Italia
- 1995, Museo Ken Damy, Brescia, Italia
- 1995, Stamp Art Gallery, San Francisco, Stati Uniti
- 1996, Archivio Cavellini, Brescia, Italia
- 1996, Museo Ken Damy, Brescia, Italia
- 1997, Sarenco Club Art Gallery, Verona, Italia
- 1997, Passage Ierimonti, Milano, Italia
- 1997, Museo Ken Damy, Brescia, Italia
- 1998, Wella Italia, Castiglione delle Stiviere, Italia

- 1998, Di là dal fiume tra gli alberi, Concesio, Italia
- 1998, Museo Ken Damy, Brescia, Italia
- 1998, Expo Arte, Montichiari, Italia
- 1998, Teatro Nuovo Giovanni da Udine, Udine, Italia
- 1999, Sala delle Colonne, Botticino, Italia
- 1999, Galleria Spaziotemporaneo, Milano, Italia
- 1999, Palazzo dei Congressi, Cavalese, Italia
- 1999, Museo Ken Damy, Brescia, Italia
- 1999, Galleria Peccolo, Livorno, Italia
- 2000, Comune di Cormons, Italia
- 2000, Comune di Volta Mantovana, Italia
- 2000, Castello di Rivara, Italia
- 2000, Scuola Elementare di Calcinatello, Italia
- 2000, Museo Ken Damy, Brescia, Italia
- 2000, Archivio Cavellini, Brescia, Italia
- 2001, Villa Glisenti e Villa Carcina, Brescia, Italia
- 2001, Istituto italiano di cultura, Praga, Repubblica Ceca
- 2002, Galleria Fabbrica Eos, Milano, Italia
- 2002, Museo Ken Damy, Brescia, Italia
- 2003, Museo Ken Damy, Brescia, Italia
- 2004, Palazzo Comunale, Volta Mantovana, Italia
- 2004, Museo Ken Damy, Brescia, Italia
- 2005, Museo Remo Bianco, Monticelli Brusati, Italia
- 2005, Museo Ken Damy, Brescia, Italia
- 2006, Galleria Orler, Cortina d'Ampezzo, Italia
- 2006, Museo Ken Damy, Brescia, Italia
- 2007, Museo Ken Damy, Brescia, Italia
- 2007, Show Room Artetivù, Marcon, Italia
- 2008, Ar.Ri.Vi, Roma, Italia
- 2008, Florence Lynch Gallery, New York, Stati Uniti
- 2014, Biblioteca Ruffilli, Roma, Italia
- 2014, Istituto italiano di cultura, San Francisco, Stati Uniti
- 2014, Ludwig Museum, Budapest, Ungheria

## Influenza su altri artisti
Tra gli artisti influenzati da Cavellini, si può citare il collettivo bresciano ARIS – Artisti Risorti, composto da Martino Martinotta, Ferdinando Cinini e Riccardo Simoni. Gli ARIS hanno dichiarato di  ispirarsi al suo progetto di "autostoricizzazione", ma rilanciandolo su un piano relazionale: attraverso il progetto MITO (inaugurato nel 2000) gli ARIS compiono un processo di mitizzazione non di sé stessi ma di individui comuni, che accettano di cedere la propria identità attraverso la firma di un contratto.